# سمنیفکا
سمنیفکا (به روسی: Семенівка) شهری در استان چرنیهیو در کشور اوکراین واقع شده‌است. جمعیت این شهر ۷,۹۵۲ نفر (۲۰۲۱ تخمینی) است.